# Saint-Joseph-de-Coleraine
| Saint-Joseph-de-Coleraine     |                        |
| Saint-Joseph-de-Coleraine.JPG |                        |
| Coordenadas: 45°58'N 71°22'W  |                        |
| Província                     | Quebec                 |
| Região administrativa         | Chaudière-Appalaches   |
| Incorporado em                | 11 de novembro de 1891 |
| Prefeito                      | Josette Vaillancourt   |
| Código postal                 | G0N 1B0                |
|                               |                        |
| Área                          |                        |
| - Cidade                      | 125,11 km², 48,3 mi²   |
| Fuso horário                  | UTC -5                 |
| População (2006)              |                        |
| - Cidade                      | 2.018                  |
| - Densidade                   | 16 hab/km², 42 hab/mi² |

Saint-Joseph-de-Coleraine é uma municipalidade canadense do conselho municipal regional de Les Appalaches, Quebec, localizada na região administrativa de Chaudière-Appalaches. Em sua área de pouco mais de 125 km², habitam cerca de duas mil pessoas. É baptizada em homenagem de São José, pai de Jesus, e da cidade de Coleraine no Condado de Derry, Irlanda do Norte.